# Silver Pictures
Silver Pictures é uma empresa estadunidense de produção cinematográfica fundada por Joel Silver em 1985. Todos os filmes por ela produzidos após Ricochet, de 1991, foram distribuídos pela Warner Bros.. A empresa é subsidiária da New Line Cinema.